# Cantone di Saint-Flour-Sud
Il Cantone di Saint-Flour-Sud era una divisione amministrativa dell'arrondissement di Saint-Flour.
A seguito della riforma approvata con decreto del 13 febbraio 2014, che ha avuto attuazione dopo le elezioni dipartimentali del 2015, è stato soppresso.

## Composizione
Comprendeva parte della città di Saint-Flour e i comuni di
- Alleuze
- Cussac
- Lavastrie
- Neuvéglise
- Paulhac
- Sériers
- Tanavelle
- Les Ternes
- Ussel
- Valuéjols
- Villedieu